# زكزل
زكزل هي منطقة سياحية بإقليم بركان شمال شرق المغرب. تعد أهم منطقة سياحية في الجهة الشرقية يقصدها السياح لارتياح والنظر إلى غاباتها الخضراء. تضم زكرل 32.210 نسمة (حسب الإحصاء الرسمي 2004). وتُوجد بها مغارة يُطلق عليها اسم مغارة الجمل.